# Enxara do Bispo
Enxara do Bispo is een plaats (freguesia) in de Portugese gemeente Mafra en telt 1647 inwoners (2001).